# Europamästerskapet i basket för damer 1985
Europamästerskapet i basket för damer 1985 spelades i Treviso och Vicenza i Italien och var den 20:e EM-basketturneringen som avgjordes för damer. Turneringen spelades mellan den 8 och 15 september 1985 och totalt deltog tolv lag i turneringen där Sovjetunionen blev Europamästare före Bulgarien och Ungern, det var Sovjetunionen 18:e EM-guld.

## Kvalificerade länder
| - Italien (som arrangör) - Belgien - Bulgarien - Frankrike - Jugoslavien - Nederländerna | - Polen - Rumänien - Sovjetunionen - Spanien - Tjeckoslovakien - Ungern |

## Gruppspelet

### Spelsystem
De tolv lagen som var med i EM var indelade i två grupper med sex lag i vardera. Alla lagen mötte alla en gång i sin grupp innan de två bästa lagen i varje grupp gick vidare till semifinalspel, medan lag tre och fyra spelade om platserna fem till åtta och de två sämsta laget i varje grupp spelade om plats nio och tolv. Seger i en match gav två poäng och förlust gav en poäng.
|  | Laget spelade om plats 1-4  |
|  | Laget spelade om plats 5-8  |
|  | Laget spelade om plats 9-12 |

### Grupp A
| Plats | Nation          | Spelade | Vinster | Förluster | Mål       | Målskillnad | Poäng |
| --- | --------------- | ------- | ------- | --------- | --------- | ----------- | ----- |
| 1 | Bulgarien       | 5       | 3       | 2         | 369 – 332 | +37         | 8     |
| 2 | Tjeckoslovakien | 5       | 3       | 2         | 359 – 380 | -21         | 8     |
| 3 | Frankrike       | 5       | 3       | 2         | 308 – 296 | +12         | 8     |
| 4 | Jugoslavien     | 5       | 3       | 2         | 373 – 329 | +44         | 8     |
| 5 | Rumänien        | 5       | 2       | 3         | 332 – 357 | -25         | 7     |
| 6 | Nederländerna   | 5       | 1       | 4         | 284 – 331 | -47         | 6     |
| Inbördes möten avgör placering när fyra lag hamnar på samma poäng Bulgarien besegrade Tjeckoslovakien och Frankrike och förlorade mot Jugoslavien, Tjeckoslovakien besegrade Frankrike och Jugoslavien och förlorade mot Bulgarien, Frankrike besegrade Jugoslavien och förlorade mot Bulgarien och Tjeckoslovakien, Jugoslavien besegrade Bulgarien och förlorade mot Tjeckoslovakien och Frankrike. Detta gjorde att Bulgarien och Tjeckoslovakien vann två matcher och förlorade en medan Frankrike och Jugoslavien vann en match och förlorade två i inbördes möten |                 |         |         |           |           |             |       |

| 8 september 1985 kl 16:00 (CET) | Rumänien | 57 – 92 (23-55) Rapport | Jugoslavien |  |
| 8 september 1985 kl 16:00 (CET) |          |                         |             |  |

| 8 september 1985 kl 19:00 (CET) | Tjeckoslovakien | 71 – 65 (39-34) Rapport | Frankrike |  |
| 8 september 1985 kl 19:00 (CET) |                 |                         |           |  |

| 8 september 1985 kl 21:00 (CET) | Nederländerna | 58 – 78 (23-47) Rapport | Bulgarien |  |
| 8 september 1985 kl 21:00 (CET) |               |                         |           |  |

| 9 september 1985 kl 17:00 (CET) | Tjeckoslovakien | 52 – 79 (29-42) Rapport | Rumänien |  |
| 9 september 1985 kl 17:00 (CET) |                 |                         |          |  |

| 9 september 1985 kl 19:00 (CET) | Nederländerna | 39 – 57 (14-30) Rapport | Frankrike |  |
| 9 september 1985 kl 19:00 (CET) |               |                         |           |  |

| 9 september 1985 kl 21:00 (CET) | Bulgarien | 66 – 67 (33-37) Rapport | Jugoslavien |  |
| 9 september 1985 kl 21:00 (CET) |           |                         |             |  |

| 10 september 1985 kl 17:00 (CET) | Frankrike | 70 – 62 (38-38) Rapport | Rumänien |  |
| 10 september 1985 kl 17:00 (CET) |           |                         |          |  |

| 10 september 1985 kl 19:00 (CET) | Nederländerna | 52 – 71 (22-33) Rapport | Jugoslavien |  |
| 10 september 1985 kl 19:00 (CET) |               |                         |             |  |

| 10 september 1985 kl 21:00 (CET) | Tjeckoslovakien | 89 – 93 (47-53) Rapport | Bulgarien |  |
| 10 september 1985 kl 21:00 (CET) |                 |                         |           |  |

| 11 september 1985 kl 17:00 (CET) | Nederländerna | 71 – 60 (41-25) Rapport | Rumänien |  |
| 11 september 1985 kl 17:00 (CET) |               |                         |          |  |

| 11 september 1985 kl 19:00 (CET) | Frankrike | 44 – 60 (24-32) Rapport | Bulgarien |  |
| 11 september 1985 kl 19:00 (CET) |           |                         |           |  |

| 11 september 1985 kl 21:00 (CET) | Tjeckoslovakien | 82 – 79 (35-36) Rapport | Jugoslavien |  |
| 11 september 1985 kl 21:00 (CET) |                 |                         |             |  |

| 12 september 1985 kl 17:00 (CET) | Rumänien | 74 – 72 (41-35) Rapport | Bulgarien |  |
| 12 september 1985 kl 17:00 (CET) |          |                         |           |  |

| 12 september 1985 kl 19:00 (CET) | Tjeckoslovakien | 65 – 64 (34-35) Rapport | Nederländerna |  |
| 12 september 1985 kl 19:00 (CET) |                 |                         |               |  |

| 12 september 1985 kl 21:00 (CET) | Jugoslavien | 64 – 72 (31-32) Rapport | Frankrike |  |
| 12 september 1985 kl 21:00 (CET) |             |                         |           |  |

### Grupp B
| Plats | Nation  | Spelade | Vinster | Förluster | Mål       | Målskillnad | Poäng |
| --- | ------- | ------- | ------- | --------- | --------- | ----------- | ----- |
| 1 | Sovjet  | 5       | 5       | 0         | 449 – 261 | +188        | 10    |
| 2 | Ungern  | 5       | 4       | 1         | 363 – 297 | +66         | 9     |
| 3 | Italien | 5       | 2       | 3         | 344 – 293 | +51         | 7     |
| 4 | Polen   | 5       | 2       | 3         | 328 – 328 | ±0          | 7     |
| 5 | Spanien | 5       | 2       | 3         | 307 – 386 | -79         | 7     |
| 6 | Belgien | 5       | 0       | 5         | 210 – 436 | -226        | 5     |
| Inbördes möten avgör placering när tre lag hamnar på samma poäng Italien besegrade Spanien med 77-46 (+31 poäng), Spanien besegrade Polen med 70-65 (+5 poäng) och Polen besegrade Italien med 74-69 (+5 poäng), vilket gjorde att Italien fick +26, Polen ±0 och Spanien -26 i inbördes möten |         |         |         |           |           |             |       |

| 8 september 1985 kl 16:00 (CET) | Spanien | 65 – 78 (37-33) Rapport | Ungern |  |
| 8 september 1985 kl 16:00 (CET) |         |                         |        |  |

| 8 september 1985 kl 18:00 (CET) | Belgien | 36 – 84 (22-35) Rapport | Polen |  |
| 8 september 1985 kl 18:00 (CET) |         |                         |       |  |

| 8 september 1985 kl 21:00 (CET) | Italien | 57 – 75 (27-44) Rapport | Sovjet |  |
| 8 september 1985 kl 21:00 (CET) |         |                         |        |  |

| 9 september 1985 kl 17:00 (CET) | Ungern | 76 – 54 (33-25) Rapport | Polen |  |
| 9 september 1985 kl 17:00 (CET) |        |                         |       |  |

| 9 september 1985 kl 19:00 (CET) | Belgien | 46 – 95 (23-51) Rapport | Sovjet |  |
| 9 september 1985 kl 19:00 (CET) |         |                         |        |  |

| 9 september 1985 kl 21:00 (CET) | Italien | 77 – 46 (36-24) Rapport | Spanien |  |
| 9 september 1985 kl 21:00 (CET) |         |                         |         |  |

| 10 september 1985 kl 17:00 (CET) | Ungern | 65 – 87 (34-48) Rapport | Sovjet |  |
| 10 september 1985 kl 17:00 (CET) |        |                         |        |  |

| 10 september 1985 kl 19:00 (CET) | Italien | 90 – 37 (45-15) Rapport | Belgien |  |
| 10 september 1985 kl 19:00 (CET) |         |                         |         |  |

| 10 september 1985 kl 21:00 (CET) | Spanien | 70 – 65 (31-41) Rapport | Polen |  |
| 10 september 1985 kl 21:00 (CET) |         |                         |       |  |

| 11 september 1985 kl 17:00 (CET) | Spanien | 84 – 51 (44-28) Rapport | Belgien |  |
| 11 september 1985 kl 17:00 (CET) |         |                         |         |  |

| 11 september 1985 kl 19:00 (CET) | Polen | 51 – 77 (22-39) Rapport | Sovjet |  |
| 11 september 1985 kl 19:00 (CET) |       |                         |        |  |

| 11 september 1985 kl 21:00 (CET) | Italien | 51 – 61 (24-32) Rapport | Ungern |  |
| 11 september 1985 kl 21:00 (CET) |         |                         |        |  |

| 12 september 1985 kl 17:00 (CET) | Spanien | 42 – 115 (20-54) Rapport | Sovjet |  |
| 12 september 1985 kl 17:00 (CET) |         |                          |        |  |

| 12 september 1985 kl 19:00 (CET) | Belgien | 40 – 83 (19-37) Rapport | Ungern |  |
| 12 september 1985 kl 19:00 (CET) |         |                         |        |  |

| 12 september 1985 kl 21:00 (CET) | Italien | 69 – 74 (33-23) Rapport | Polen |  |
| 12 september 1985 kl 21:00 (CET) |         |                         |       |  |

## Placeringsmatcher

### Match om 9:e - 12:e plats
| 14 september 1985 kl 09:30 (CET) | Spanien | 56 – 44 (24-23) Rapport | Nederländerna |  |
| 14 september 1985 kl 09:30 (CET) |         |                         |               |  |

| 14 september 1985 kl 11:30 (CET) | Belgien | 55 – 70 (28-48) Rapport | Rumänien |  |
| 14 september 1985 kl 11:30 (CET) |         |                         |          |  |

### Match om 11:e plats
| 15 september 1985 kl 09:30 (CET) | Belgien | 41 – 70 (17-22) Rapport | Nederländerna |  |
| 15 september 1985 kl 09:30 (CET) |         |                         |               |  |

### Match om 9:e plats
| 15 september 1985 kl 11:30 (CET) | Spanien | 73 – 93 (32-52) Rapport | Rumänien |  |
| 15 september 1985 kl 11:30 (CET) |         |                         |          |  |

### Match om 5:e - 8:e plats
| 14 september 1985 kl 15:00 (CET) | Italien | 71 – 83 (38-45) Rapport | Jugoslavien |  |
| 14 september 1985 kl 15:00 (CET) |         |                         |             |  |

| 14 september 1985 kl 17:00 (CET) | Polen | 59 – 57 (28-34) Rapport | Frankrike |  |
| 14 september 1985 kl 17:00 (CET) |       |                         |           |  |

### Match om 7:e plats
| 15 september 1985 kl 15:00 (CET) | Italien | 63 – 55 (42-29) Rapport | Frankrike |  |
| 15 september 1985 kl 15:00 (CET) |         |                         |           |  |

### Match om 5:e plats
| 15 september 1985 kl 17:00 (CET) | Jugoslavien | 76 – 58 (36-31) Rapport | Polen |  |
| 15 september 1985 kl 17:00 (CET) |             |                         |       |  |

## Slutspelet

### Semifinaler
| 14 september 1985 kl 19:00 (CET) | Sovjet | 111 – 43 (57-15) Rapport | Tjeckoslovakien |  |
| 14 september 1985 kl 19:00 (CET) |        |                          |                 |  |

| 14 september 1985 kl 21:00 (CET) | Ungern | 67 – 73 (29-30) Rapport | Bulgarien |  |
| 14 september 1985 kl 21:00 (CET) |        |                         |           |  |

### Bronsmatch
| 15 september 1985 kl 19:00 (CET) | Tjeckoslovakien | 76 – 103 (30-52) Rapport | Ungern |  |
| 15 september 1985 kl 19:00 (CET) |                 |                          |        |  |

### Final
| 15 september 1985 kl 21:00 (CET) | Sovjet | 103 – 69 (57-41) Rapport | Bulgarien |  |
| 15 september 1985 kl 21:00 (CET) |        |                          |           |  |

| Europamästare: Sovjets 18:e EM-titel |

## Slutplaceringar
| 1  | Sovjet          |
| 2  | Bulgarien       |
| 3  | Ungern          |
| 4  | Tjeckoslovakien |
| 5  | Jugoslavien     |
| 6  | Polen           |
| 7  | Italien         |
| 8  | Frankrike       |
| 9  | Rumänien        |
| 10 | Spanien         |
| 11 | Nederländerna   |
| 12 | Belgien         |